# 兪学聖
兪 学聖（ユ・ハクソン、朝鮮語: 유학성、1927年2月28日 - 1997年4月3日）は、大韓民国の陸軍軍人（最終階級は陸軍大将）、政治家。第11代大韓民国中央情報部→国家安全企画部（現国家情報院）長、第12・13・14代韓国国会議員。本貫は杞渓兪氏。
粛軍クーデター時にハナフェに協力した軍将校の1人で、第5共和国の発足に寄与した。

## 経歴
日本統治時代の慶尚北道醴泉郡に生まれた。檀国大学校政外科、陸軍士官学校、高麗大学校大学院、韓国陸軍大学、国防大学院卒業。
1949年5月、陸軍士官学校政訓第1期で陸軍少尉に任官され、朝鮮戦争期には大尉及び少領として連隊情報主任と作戦主任を務めた。戦後は大隊長、中領に昇進した後、師団作戦参謀と副連隊長を経て陸軍本部管理参謀部で勤務した。1961年の5・16軍事クーデター後は革命最高会議で治安担当官兼選任将校として大領に昇進し、1962年に内務政策担当官、1963年に内務委員会専門委員を務め、同年に野戦部隊に戻って歩兵第25師団第70連隊長を務めた。1965年に陸軍防諜部隊副部隊長となった後、陸軍准将に昇進し、陸軍人事参謀部人事管理処長を務めた。1967年にベトナム戦争に参戦し、駐ベトナムの第100軍需司令部司令官を務めた。1969年に帰国後は歩兵第26師団長を務め、1971年に少将に昇進し、戦闘発展司令官を務めた。1974年に東海岸警備司令官、1975年に教育参謀部長を務め、1977年に陸軍中将に昇進し、第2軍団長を務めた。
1979年の粛軍クーデターと1980年の5・18民主化運動の際は国防部軍需次官補及び第3軍司令官を務め、後に国家保衛非常対策委員会の任命職委員の1人となった。1980年に陸軍大将に昇進し、同年に予備役に編入され、中央情報部長に任命された。1981年に改組後の国家安全企画部長を務め、その後は韓国反共同盟理事長、総力安保中央協議会長を歴任した。1985年の第12代総選挙で民主正義党の候補者として国会議員に初当選し、ソウルオリンピック支援委員長を務めた。1988年の第13代総選挙でも民主正義党の候補者として当選し、国防分科委員長を務めた。1992年の第14代総選挙で民主自由党の候補者として当選したが、国会議員の任期途中に辞職した。
1996年、粛軍クーデターと5・18民主化運動の関連裁判で被告として起訴され、第1審と第2審で有罪判決を受けたが、1997年に大法院への上告中に死去したため、公訴棄却処分を受けた。
国立大田顕忠院に埋葬された、墓所位置は将軍1墓域の2。

## 賞勲
乙支武功勲章、忠武武功勲章、保国勲章統一章・国仙章。